# 1948 à la télévision
| Années de la télévision : 1945 - 1946 - 1947 - 1948 - 1949 - 1950 - 1951    |
| Décennies de la télévision : 1910 - 1920 - 1930 - 1940 - 1950 - 1960 - 1970 |

Cet article présente les faits marquants de l'année 1948 à la télévision.

## Évènements

### France
- 20 novembre : décret fixant la norme de télévision française à 819 lignes par le Ministre de l'Information, François Mitterrand.

## Émissions
- 20 mars : CBS présente le premier concert classique télévisé donné par l'Orchestre de Philadelphie.

## Principales naissances
- 19 avril : Évelyne Dhéliat, présentatrice française.
- 30 avril : Jacky, animateur de télévision français.
- 5 mai : Chantal Ladesou actrice et humoriste française.
- 14 mai : Richard Correll, acteur, réalisateur, producteur et scénariste américain.
- 18 mai : Bruno Devoldère, acteur français.
- 2 juin : Jerry Mathers, acteur américain.
- 15 juillet : Anne Sinclair, journaliste française d'origine américaine.
- 17 août : Allain Bougrain-Dubourg, présentateur animalier télé, français.
- 17 septembre : John Ritter, acteur, humoriste et producteur américain († 11 septembre 2003).
- 18 septembre : Dominique Chapatte, journaliste, animateur et producteur de télévision français.
- 22 septembre : Éric Bouad, musicien et comédien français, membre du groupe Les Musclés.
- 29 octobre : Kate Jackson, actrice, productrice et réalisatrice américaine.
- 21 novembre : Deborah Shelton, actrice américaine.
- 25 décembre : Noël Mamère, journaliste et homme politique français.